# Cantó de Loiron
El cantó de Loiron és un cantó francès del departament del Mayenne, situat al districte de Laval. Té 15 municipis i el cap és Loiron.

## Municipis
- Beaulieu-sur-Oudon
- Le Bourgneuf-la-Forêt
- Bourgon
- La Brûlatte
- Le Genest-Saint-Isle
- La Gravelle
- Launay-Villiers
- Loiron
- Montjean
- Olivet
- Port-Brillet
- Ruillé-le-Gravelais
- Saint-Cyr-le-Gravelais
- Saint-Ouën-des-Toits
- Saint-Pierre-la-Cour

## Història
| Data d'elecció                           | Identitat        | Partit                    | Qualitat |
| ---------------------------------------- | ---------------- | ------------------------- | -------- |
| 1945-19..                                | Dr. Ramé         | radical                   |          |
| 19..-19..                                | M. Augeard       | CD, després Divers droite |          |
| 19..-2004                                | Claude Le Feuvre | Divers droite             |          |
| 2004-                                    | Nicole Bouillon  | Divers droite             |          |
| les dades anteriors no són pas conegudes |                  |                           |          |
|                                          |                  |                           |          |

| A partir de 1990: Població sense dobles comptes |